# 學甲西瓜節
學甲西瓜節是臺灣臺南市學甲區公所所舉辦的一個農業行銷活動。
在臺灣也有許多地方種植西瓜，但是學甲西瓜的種植集中於三慶里頂洲及紅茄位於八掌溪河畔一帶，為倒風內海的沙洲浮覆地。此兩地區因為屬鹽分砂質之土壤，溫度條件适宜，而且當地農民種植技術優良，所以學甲生產的西瓜有特殊風味。
每年4月下旬學甲地區的西瓜便進入產期，產期大約1個月左右，為使農民能盡速將西瓜銷出，拉动地方產業。臺南市政府與學甲區公所於2009年開始辦理西瓜節。活動在四月下旬至五月間舉行，藉由西瓜節協助农民销售西瓜。
西瓜節主要活動為評選出西瓜王，以果重、甜度、外觀及肉質綜合評分。為了讓民眾對節日更有滲入的參與性，增設了許多與「西瓜」主題有關的活動，推出西瓜樂派對邀請社區展演音樂與舞蹈，同時也舉辦西瓜棋少年棋王爭霸賽、西瓜香皂DIY、西瓜綿DIY、學甲西瓜展售等活动。舉辦學甲西瓜節除促銷西瓜，也行銷虱目魚在內的學甲特色農產品，也有學甲區模範母親表揚大會。